# Koncepcja absorpcyjno-dochodowa
Koncepcja absorpcyjno-dochodowa – jest jedną z koncepcji polityki dostosowawczej, wyjaśniającą przyczyny powstawania deficytu handlowego oraz możliwości jego korygowania.
Przyczyny powstawania deficytu handlowego:
Zakładając, że produkt krajowy brutto {\displaystyle (Y)} jest sumą konsumpcji {\displaystyle (C),} inwestycji {\displaystyle (I),} wydatków rządowych {\displaystyle (G)} i różnicą między eksportem a importem, tj. bilansem handlowym {\displaystyle (B){:}}
{\displaystyle Y=C+I+G+(Ex-Im),}
{\displaystyle Y=C+I+G+B,}
a następnie nadając sumie konsumpcji, inwestycji i wydatków rządowych nazwę absorpcji krajowej {\displaystyle (A),}
{\displaystyle Y=A+B,}
to przekształcając ten wzór, możemy uzyskać końcowe równanie przedstawiające bilans handlowy jako różnicę między dochodem a absorpcją, co stanowi główne założenie koncepcji absorpcyjno-dochodowej:
{\displaystyle B=Y-A.}
Równanie to przedstawia deficyt bilansu handlowego jako proste odzwierciedlenie nierównowagi danej gospodarki. Upoważnia ono do sformułowania ważnego wniosku, że gdy absorpcja krajowa jest większa od dochodu danego kraju, to bilans handlowy jest ujemny. Ustalenie zbyt wysokiego poziomu wydatków, powoduje zbyt wysoki poziom importu w stosunku do eksportu i prowadzi do powstania deficytu handlowego z zagranicą.
Środki przywracania równowagi zewnętrznej:
1. dewaluacja: w przypadku gospodarki kraju cechującej się występowaniem niepełnego wykorzystania mocy wytwórczych (np. w formie bezrobocia), dewaluacja umożliwi wykorzystanie wolnych mocy wytwórczych do zwiększenia produkcji na eksport, który wzrośnie w wyniku popytu zagranicznego. Spowoduje to przywrócenie równowagi zewnętrznej.
2. restrykcyjna polityka pieniężna i polityka fiskalna: w przypadku gospodarki o pełnym wykorzystaniu mocy wytwórczych przywrócenie równowago zewnętrznej za pomocą dewaluacji wymaga dodatkowych działań zmierzających do zmniejszenia absorpcji krajowej. Można to uzyskać za pomocą restrykcyjnej polityki pieniężnej i fiskalnej w celu zmniejszenia poziomu dochodu, co prowadzi jednocześnie do zakłóceń w równowadze wewnętrznej danego kraju.